# Annapolis mossi
Annapolis mossi é uma espécie de aranhas da família Linyphiidae encontradas nos Estados Unidos.